# Pieter Johannes Veth
Pieter Johannes Veth, född 2 december 1814 i Dordrecht, död 14 april 1895 i Arnhem, var en nederländsk geograf, etnograf och orientalist.
Veth kallades 1838 till lektor i malajiska vid krigsakademien i Breda samt till professor i österländska språk 1841 i Franeker och 1842 i Amsterdam. Åren 1864-85 var han professor vid anstalten för utbildning av tjänstemän för Indien i Leiden.
Hans skriftställarverksamhet var tidigt mycket mångsidig; sitt egentliga livsverk ägnade han dock åt Nederländska Indien, över vilket han gjorde omfattande studier av såväl geografisk och etnografisk som språklig art. Hans första betydande arbete var Borneo's Westerafdeeling (1854-56). Det arbete, som framför allt bär hans namn till eftervärlden, är Java, geographisch, ethnologisch, historisch (1875-82). Han företog aldrig några omfattande resor, men hade en avsevärd förmåga att vetenskapligt sammanställa och ordna det material, som han förefann.